# Eurysthenes
Theo Thần thoại Hy Lạp, Eurysthenes (tiếng Hy Lạp: Εὐρυσθένης) là một hậu duệ của vị anh hùng Heracles, và là con của Aristodemus (con trai của người chắt của Heracles). Người anh em sinh đôi của ông là Procles, và họ nhận lấy vùng đất Lacedaemon (Sparta) sau khi Cresphontes, Temenus và Oxylus chiếm lĩnh vùng Peloponnesus. Ông là vị vua khai quốc huyền thoại của Vương triều Agis của xứ Sparta, và là cha của vị vua kế tục ông, Agis I.
Eurysthenes cũng là tên của một trong những người con của Aegyptus. Ông bị giết bởi người vợ của ông là *Monuste (không rõ bà tên gì), một trong những cô con gái của Danaus.